# Dispot Linge
Dispot Linge is een bestuurslaag in het regentschap Aceh Tengah van de provincie Atjeh, Indonesië. Dispot Linge telt 494 inwoners (volkstelling 2010).